# Scoparia indica
Scoparia indica là một loài bướm đêm trong họ Crambidae.